# Mona Achache
Mona Achache, født den 18. marts 1981, er en fransk instruktør og manuskriptforfatter, som også lejlighedsvis optræder i mindre roller.

## Biografi
Efter en litterær og teatralsk skolegang bliver Mona Achache assisterende instruktør, derefter assisterende manuskriptforfatter, på fiktionsfilm og dokumentarer.
Efter hun som 20-årig bliver mor, laver hun i 2002 en dokumentar om fødslen.
I 2004 og 2007 instruerede hun relativt succesfuldt filmene Suzanne og Wawa, to prisvindende kortfilm.
Hendes første spillefilm Pindsvinet udgives i 2009 i Frankrig og derefter i mere end tredive lande. Derefter deltager Mona Achache i skrivningen af flere scenarier.
Bankable, en tv-film lavet i 2011, udsendes på Arte.
Les Gazelles, hendes anden spillefilm, udgives i begyndelsen af 2014.

## Filmografi

### Som instruktør
- 2005: Suzanne (kortfilm)
- 2008: Wawa (kortfilm)
- 2009: Pindsvinet
- 2012: Bankable (tv-film)
- 2014: Les Gazelles
- 2015- 2017: Marjorie (tv-serie), 3 episoder
- 2016: Accusé (tv-serie), 3 episoder
- 2019: Osmosis (TV-serie), 2 episoder

### Som skuespiller eller indtaler
- 2009 : Eden à l'ouest for Costa-Gavras : Marie-Lou
- 2011 : Dans la tourmente fra Christophe Ruggia : Charlier-kone
- 2013 : Cinéast(e)s (dokumentarserie) af Julie Gayet og Mathieu Busson : sig selv

### Som assisterende instruktør
- 2003: Alfred Nakache, svømmeren i Auschwitz (dokumentar) af Christian Meunier
- 2003: Père et Fils af Michel Boujenah

## Udmærkelser
- 2009 Cairo International Film Festival: Silver Pyramid, Award for Best Achievement, Special Prize og FIPRESCI-prisen for Pindsvinet
- 2010 Seattle International Film Festival: Golden Space Needle for Pindsvinet